# Motor de oito cilindros em linha
Animação
Os motores de oito cilindros em linha, ou straight 8's (como são popularmente chamados pelos estadunidenses) são motores de combustão interna, montados com oito cilindros alinhados, que podem ser tanto de ciclo otto como a diesel foram conceituados em 1903 pela Charron, Girardot et Voigt, depois sendo uma configuração usada na segunda guerra pela Mercedez, na construção de aviões para guerra, a partir de 1919 foi usado em carros de luxo e de alta performance, até mesmo pela Alfa Romeo na Formula 1.
O uso desta configuração de motor foi praticamente abandonado devido ao comprimento excessivo, porém entusiastas continuam os usando para performance, por serem mais fáceis de se trabalhar do que motores V8.

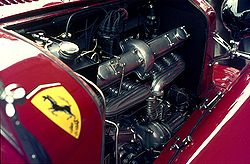
Motor Alfa Romeo de 2,336 cilindradas, usado pela Ferrari na década de 1930.

Atualmente são produzidos motores de oito cilindros em linha para navios e maquinários pesados 
Dentre os automóveis que usaram motores de oito cilindros em linha podemos citar:
- Mercedes-Benz 300 SLR;
- Chrysler Airflow;
- grande parte dos Bugatti, entre eles: Type 41 (Royale), Type 57, Type 101;
- Buick Roadmaster.